# Кара Юсуф
Кара Юсуф (азерб:Qara yusuf) (бл. 1357 — 1420) — 3-й бей Кара-Коюнлу в 1388—1399 та 1405—1420 роках. Повне ім'я Абу Наср Кара Юсуф Наян ібн Кара Мухаммед.Син Кара Мехеммед.  Творець держави Азербайджан з Каракоюнлу.

## Життєпис
Походив з роду Барані племені бахарлу конфедерації Кара-Коюнлу. Син бея Кара Мухаммеда. Після загибелі останнього у 1388 році виступив проти узурпатора Кара Пір-Гасана, якого доволі швидко здолав й став новим беєм. невдовзі швидко відновив владу над усіма землями та більшою частиною Південного Азербайджану. Кара Юсуф уклав союз з Джалаїридами проти Тимура. Втім у 1394 році зазнав поразки від останнього, вимушений був відкочувати до Анатолії. У 1395 році повернув собі владу. У 1396 роках виступив проти спроб Міраншаха, сина Тимура встановити владу над південним Азербайджаном. У 198—1399 роках знову боровся проти Тимура в союзі з Ахмадом Джалаїридом та Тохтамишем, ханом Золотої Орди, проте зазнав поразки.
У 1400 році в союзі з Ахмадом, султаном Джалаїрської держави, вирушив спочатку до Сирії, а потім — до Малої Азії, де отримав підтримку османського султана Баязида I. Під час війни між Тимуром і османами він зумів захопити у колишнього союзника Ахмада місто багда з центральною Месопотамією. Втім, наприкінці 1402 року в битві при Алгамі-Каналі зазнав поразки від Абу Бакра, онука Тимура, й вимушений був тікати до мамлюків Єгипту. У Дамаску його запроторено до в'язниці.
У 1405 році після смерті Тимура звільнився з полону й повернув собі владу над Кара-Коюнлу. Він став готувати сили в Діярбакирі для походу в Тебриз, де стояли війська Тимуридів. При цьому вичікував, споглядаючи на нову війну між Джалаїридами та Міраншахом Тимуридом. 1406 року у битві при Нахічевані переміг Абу-бакра Тимурида, що дозволило відновити владу південному Кавказі.
1408 року виступив проти Міраншаха, 21 квітня того ж року при Сардруді в Південному Азербайджані відбулася вирішальна битва, в якій Кара Юсуф здобув блискучу перемогу, а міраншах загинув. Внаслідок цього вдалося захопити Тебриз та Південний Азербайджан. За цим встановив зверхність над державою Ширваншахів. 
Влітку 1409 року проти бея Кара-Коюнлу виступив давній супротивник Осман Кара Юлук, якому завдано поразки у битві при  Мардіні. В цей час Ахмад Джалаїрид, скориставшись відсутністю військ Кара Юсуфа в Тебризі, знову захопив місто. Кара Юсуф змушений був зняти свої війська з Анатолії і виступив проти Ахмада, якому 30 серпня 1410 року у битві біля Тебриза завдав поразки джалаїрському війську, а самого Ахмада полонив й стратив. за цим рушив до Іраку, де захопив Багдад, тим самим значно розширив власну державу.
В результаті війн 1410—1412 років зумів підкорити вірменські князівства, курдські бекства, повністю зайняти Арабський Ірак. Кара-Юсуф зробив своєю столицею Тебриз. Сам він керував Південним Азербайджаном, а решта землі роздав в уділи своїм синам.
У 1412 році Кара Юсуф у відповідь на повстання вдерся до Ширвану. На річці Кура війська Кара-Коюнлу завдали нищівної поразки коаліції ширваншаха Ібрагіма I, шекінського хана Сіді-Ахмеда, Костянтина XII, царя Кахетії. Ширваншах, 7 його синів і кахетінський цар з 300 грузинських азнаурів потрапили в полон до Кара Юсуфа. За його наказом царя і азнаурів було страчено, а Ібрагіма I незабаром звільнено за великий викуп та підтвердження визнання влади Кара-Коюнлу. У 1417 році втрачено басру, яку захопив Увайс II, султан Джалаїридів. Того ж року Кара Юсуф зазнав поразки від Кара Османа, бея Ак-Коюнлу, зобов'язавшись сплатити 1 млн. дирхемів, по 100 коней і верблюдів. 
У 1418 році виступив проти Ак-Коюнлу, яким завдав відчутної поразки в битві при Калат ат-Румі (на середньому Євфраті), отримавши значну здобич. Ця перемога також дала можливість Кара Юсуфу встановити владу на сході Малої Азії. Восени 1420 року він рушив назустріч Шахрух Мірзі, фактичному правителю Держави Тимуридів, але несподівано помер в дорозі. Його владу успадкував син Кара Іскандер.

## Родина
- Кара Іскандер, бей у 1420—1436 роки
- Пір-Будаг (д/н—1418), намісник Азербайджану
- Шах Мехмед (д/н—1433)
- Іспенд, 1420—1445 роки (правитель Багдаду)
- Абу Саїд (д/н—1432/1433)
- Джаханшах, султан у 1436—1467 роках